# Asplènia
En medicina, el terme asplènia significa l'absència d'una melsa anatòmica o funcional, la qual cosa té com a conseqüència un increment del risc d'infeccions. Un concepte relacionat és la hiposplènia, que fa referència a la presència de la melsa en el cos però amb una disminució de les seves funcions. És un fenomen poc freqüent que s'ha diagnosticat en alguns casos de celiaquia.

## Etiologia
L'asplènia i la hiposplènia són patologies que es poden produir per causes congènites o adquirides. L'asplènia funcional és un procés evolutiu que s'inicia a partir d'un estat hipoesplènic i que comporta una pèrdua progressiva de l'activitat fagocitària.

### Causes congènites

La melsa situada a l'hipocondri esquerre plasmada amb el número 8

Pel que fa a l'asplènia/hiposplènia congènita, cal dir que no té una gran prevalença. Els casos registrats d'asplènia congènita són molt pocs i predominantment en el context d'una heterotàxia o d'una asplènia congènita aïllada (un trastorn provocat per una mutació heterozigòtica en el gen RPSA del cromosoma 3p21). El seu diagnòstic és molt complicat de fer i la seva incidència en la població general no es coneix amb exactitud. Forma part de la síndrome d'Ivemark i pot acompanyar altres malformacions cardíaques majors o menors. Excepcionalment, s'associa amb malformacions arteriovenoses al jejú. S`ha descrit algun rar cas de troballa casual d'aquesta síndrome al practicar una laparotomia per trombosi venosa mesentèrica en individus ancians completament asimptomàtics durant tota la seva vida. Sense ser un signe patognomònic, ja que poden aparèixer en determinades anèmies i en casos d'intoxicació per plom, la presència de cossos de Howell-Jolly (unes petites inclusions intraeritrocitàries amb una forta basofília) en frotis de sang perifèrica és una troballa altament indicativa d'hiposplènia congènita. S'han descrit meningitis estreptocòcciques fulminants en nens amb asplènia congènita, així com alguns casos de mielofibrosi primària concurrent.
Certes hemoglobinopaties poder ser causa d'asplènia. Les malalties homozigòtiques de cèl·lules falciformes originen esclerosi esplènica i l'asplènia funcional subsegüent inclús durant la infantesa, mentre que un nombre considerable de pacients amb HbS β-talassèmia requereixen una esplenectomia després d'un infart esplènic o en cas d'hiperesplenisme.

### Causes adquirides
L'asplènia adquirida acostuma a ser producte d'una esplenectomia per diferents motius, traumatisme, infeccions, isquèmia, etc. La hiposplènia té causes mèdiques i quirúrgiques similars, per regla general conseqüents a malalties de base. Diverses condicions, com ara la hemoglobinúria paroxística nocturna, provoquen una disminució progressiva del teixit esplènic (autoesplenectomia) que amb el temps pot comportar una asplènia funcional completa. La síndrome de Sjögren i el lupus eritematós sistèmic també poden originar una asplènia adquirida. Ha estat descrit algun cas d'autoesplenectomia quasi completa produïda per una coagulació intravascular disseminada d'origen sèptic.
Existeixen diverses tècniques per quantificar el grau d'hiposplènia. Una de les que tenen major especificitat és la determinació del volum funcional de la melsa emprant la gammagrafia-Tc99m esplènica combinada amb SPECT.

#### Quirúrgiques
L'esplenectomia total o parcial de la melsa pot ser practicada per patologies hematològiques, alteracions de l'òrgan o traumatismes físics. Un ~5% de les persones sotmeses a aquesta cirurgia desenvolupen una síndrome d'infecció aclaparadora postesplenectomia al llarg de la seva vida. L'aparició de febre en un individu esplenectomitzat és sempre un signe clínic preocupant que requereix avaluació mèdica el més aviat possible.

## Risc d'infeccions
Les persones amb d'asplènia o hiposplènia tenen un risc major de sofrir infeccions i de que aquestes siguin més greus en relació als individus sense aquests trastorns. Hi ha diferents microorganismes que poden afectar aquestes persones. El més patogènic, prevalent i resistent és el pneumococ. Alguns bacteris que també poden infectar a les persones amb asplènia i hiposplènia i en particular a les que s'ha practicat una esplenectomia són: Streptococcus pneumoniae, Neisseria meningitidis o Haemophilus influenzae, entre d'altres.
Hi ha alguns bacils Gram negatius amb capacitat de desencadenar infeccions en aquestes situacions, especialment en pacients pediàtrics. Per exemple, Klebsiella o E. coli.
L'asplènia/hiposplènia, congènita o adquirida, pot originar una necrosi hemorràgica suprarenal massiva bilateral (també anomenada síndrome de Waterhouse-Friderichsen i que quasi sempre es presenta en el context d'un xoc sèptic) de curs funest en nens i adults.

### Factors de risc d'infecció
El risc d'infecció de les persones amb asplènia o hiposplènia no està clararament quantificat, ja que varia molt segons el procés causal i el grau de salubritat del seu entorn. Tot i així, hi ha tota una sèrie de factors predisposants que poden afavorir en elles el desenvolupament d'infeccions. Alguns d'aquests factors són: l'envelliment (hi ha més risc com més edat té la persona), l'aparició d'una síndrome postesplenectomia durant els 3 primers anys següents a l'acte quirúrgic o la concurrència d'una malaltia de base hematològica o postraumàtica.

## Risc de trombosi
La melsa és el principal òrgan encarregat de la destrucció de les plaquetes i la seva pèrdua de funcionalitat s'associa quasi sempre amb una elevació secundària dels trombòcits circulants (trombocitosi) que incrementa el risc de patir episodis trombòtics. Un 5% dels malalts amb asplènia/hiposplènia i trombocitosi superior a 600.000-800.000 cèl·lules/µL presenta trombosis venoses, sent rares les trombosis arterials. En alguns malalts sotmesos a una esplenectomia pot ser convenient la presa d'aspirina o inclús d'agents citoreductors (hidroxiurea o anagrelide) per evitar aquestes complicacions o, més rarament, l'aparició d'una hipertensió pulmonar subsegüent a tromboembòlies repetides. S'han registrat alguns casos de trombocitosi amb aparença de trombocitèmia essencial en adults afectats per una agenèsia esplènica aïllada.

## Tractament
El tractament de l'asplènia es fonamenta en l'antibioticoteràpia profilàctica, la vacunació i les recomanacions pertinents.

### Tractament antibiòtic
L'alt risc d'infecció en les persones diagnosticades d'asplènia requereix un tractament profilàctic amb els antibiòtics adequats, sobretot després d'una esplenectomia, ja que no és rara l'aparició d'una sèpsia fulminant en els pacients esplenectomitzats.

### Vacunació
Cal vacunar-les a les persones diagnosticades d'asplènia o amb asplènia congènita contra els microbis més perillosos. Algunes de les vacunes recomanades són: contra Haemophilus influenzae tipus b (sobretot si nó s'ha rebut la vacuna durant la infància), vacuna antipneumocòccica de polisacàrids -no abans dels 2 anys-, vacuna meningocòccica i vacuna antigripal. Les vacunes polisacarídiques conjugades són més immunògenes que les no conjugades i tenen l'avantatge addicional de generar memòria immunològica. L'obligatorietat o no de la vacunació selectiva dels nens amb asplènia és un tema que planteja qüestions ètiques i legals complexes.

### Recomanacions diverses
Tota intervenció quirúrgica en pacients amb asplènia implica un tractament antibiòtic profilàctic. Es convenient evitar l'exposició continuada als animals, ja que les seves mossegades, esgarrapades i llepades o les picades dels ectoparàsits que portin també poden provocar infeccions molt greus. Per això, és necessari actuar de forma ràpida i iniciar el tractament amb antibiòtics el més aviat possible. Els pacients al·lèrgics a la penicil·lina) han de prendre durant cinc dies amoxicil·lina/àcid clavulànic o -alternativament- eritromicina.